# Kabala (Türi)
Pour les articles homonymes, voir Isabella.
Pour les articles homonymes, voir Kabala.
Kabala est un village de la Commune de Türi du comté de Järva en Estonie.
Au 31 décembre 2011, il compte 279 habitants.